# Heterodyna
Heterodyna, generator lokalny (gr. hetero- 'różny' i dyna 'moc') – stabilny i zazwyczaj o regulowanej częstotliwości generator drgań elektrycznych stosowany do modulacji (demodulacji) lub zmiany częstotliwości drgań w procesach tzw. heterodynowania (dudnienia/mieszania) elektrycznych przebiegów sinusoidalnych o nieznacznie różnych częstotliwościach.
Heterodyny używane są w odbiornikach zwanych superheterodynami. W odbiornikach tych, w wyniku mieszania sygnałów o różnych częstotliwościach (odbieranego i z heterodyny), uzyskuje się sygnał o częstotliwości równej sumie częstotliwości składowych jak i o różnicy częstotliwości składowych. Jeden z tych sygnałów jest wydzielany i dalej przetwarzany. Na takiej zasadzie działa zdecydowana większość obecnie produkowanych odbiorników radiowych, telewizyjnych i satelitarnych.
Heterodyny stosuje się również w falomierzach.
Heterodyny budowane są zazwyczaj jako generatory LC z obwodem reaktancyjnym; w nowoczesnych odbiornikach jako kondensatorów używa się diod pojemnościowych (warikapów) albo waraktorów. W odbiornikach z cyfrową syntezą częstotliwości heterodyna jest generatorem cyfrowym. 
Heterodyna wytwarzająca przebieg sinusoidalny o liniowo zmieniającej się częstotliwości wykorzystywana jest w analogowych analizatorach częstotliwości i harmonicznych.